# زينب بنت علي بك الأسعد
     لشخصية أخرى تحمل اسم زينب بنت علي، طالع زينب بنت علي (توضيح).
زينب بنت علي بك الأسعد (1873 - 1916)، أديبة وشاعرة عاملية، معروفة بجودة الرأي ورجاحة العقل. هي من آل علي الصغير الذين كانت لهم إمارة القسم الأكبر من جبل عامل.

نُشّئت على يد والدتها فاطمة أسعد خليل ناصيف النصار، فحفظت القرآن الكريم، وبعض الأحاديث النبوية، ثم تلقت فنون الشعر عن بعض أفراد أسرتها من الشعراء، منهم أخوها شبيب الأسعد.

## في الشعر
كانت تجيد نظم الشعر مع عدم معرفتها بالنحو. ولكن شعرها كان قليلا وغالبا ما كانت تنظم البيتين أو الثلاث.

فقد أراد كامل بك الأسعد إرسال تهنئة في العيد إلى بكوات النبطية فكلفها نظم بيتين من الشعر واشترط أن تجمع فيهما أسماءهم فقالت:
```
    عيدي ومحمود أوقاتي وبهجتها            وجودكم يا أخلائي مدى الزمن
    إن جاد ما جاد دهري لا أريد سوى       فضل وكامل فوز في بني حسن
```

وطلب إليها خليل بك الأسعد نظم بيتين ليُكتبا على رسم له أراد إهداءه إلى سليم بك ثابت فقالت:
```
            إن هذا الرسم يهدي        صورة القلب السليم
            من خليل لسليم             ثابت العهد القديم
```

وكانت كثيرا ما تراسل ولدها محمد بن السهيل وهو في المكتب السلطاني في بيروت وتصدر رسائلها إليه ببعض أبيات من الشعر منها:
```
     شوقي لقبلة عارضيك شديد           والعيش لا يحلو وأنت بعيد
    يا من رمى قلبي بأسهم بعده           رحماك شق بأدمعي أخدود
    إن كنت تنكر ما بقلبي من أسى       فنحول جسمي والدموع شهود
```

ومنها:
```
          يا راحلين وشخصكم       نصب العيون بلا رفيق
         قولوا لوجد حل بي          كن لي بوالدتي رفيق
         فالقلب لازم ركبكم          كي تقبلوه لكم رفيق
         قلب به شبه الحديد          لغيركم ولكم رقيق
```

## وصلات خارجية
- ترجمة زينب علي الأسعد في معجم البابطين
- ترجمتها في موقع ممهدات